# Surto de vírus Zika nas ilhas Yap em 2007
O surto de vírus Zika nas ilhas Yap em 2007 representou a primeira vez em que o vírus Zika foi detectado fora da África e da Ásia. Ele ocorreu nas ilhas Yap, um arquipélago dos Estados Federados da Micronésia. O vírus Zika (ZIKV) é transmitido por vetor e é um flavivirus, da mesma família do vírus da dengue, da febre amarela, do Nilo Ocidental e da encefalite japonesa. Ele é transmitido pelo mosquito Aedes aegypti.

## Epidemiologia

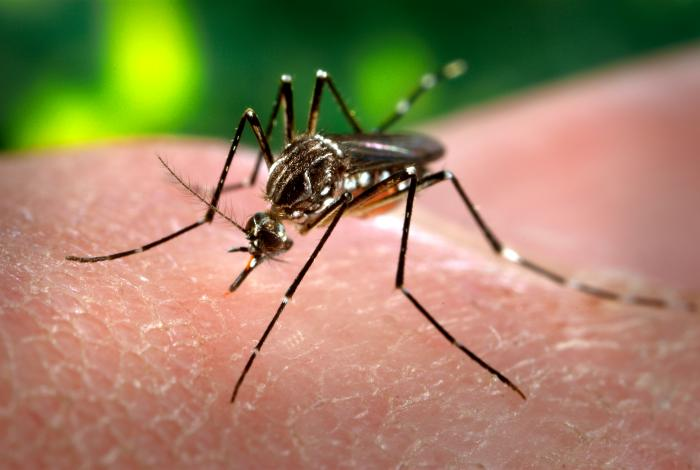
A. aegypti se alimentando em um humano.

Em 2007, médicos das ilhas Yap relataram ao Centro de Controle e Prevenção de Doenças americano (CDC) a ocorrência de um surto de uma doença caracterizada por exantema, conjuntivite e dores nas articulações. Os testes sanguíneos iniciais revelaram que alguns pacientes apresentavam anticorpos da classe IgM para o vírus da dengue, ainda que os sinais e sintomas destes pacientes fossem clinicamente distintos dos provocados pela dengue. Testes subsequentes usando primers consensuais detectaram a presença do RNA do vírus Zika em amostras sanguíneas de pacientes.
Uma pesquisa no local foi conduzida para determinar a proporção de residentes de Yap com anticorpos da classe IgM contra o vírus Zika e para identificar possíveis mosquitos vetores do vírus na área. No total, o surto nas ilhas Yap teve 49 casos confirmados de doença pelo vírus Zika e 59 prováveis. Os pacientes residiam em 9 das 10 municipalidades de Yap. Nenhum dos pacientes precisou ser hospitalizado. Não ocorreram manifestações hemorrágicas, nem mortes. Estimou-se que 73% (intervalo de confiança de 95%, 68 a 77) dos residentes de Yap acima de 3 anos de idade haviam sido infectados recentemente pelo vírus Zika. O Aedes hensilli foi a espécie predominante de mosquito identificada.
O surto da doença do vírus Zika na Micronésia demonstrou a transmissão do vírus Zika fora da África e da Ásia pela primeira vez. O evento foi considerado como um achado significativo, uma vez que apenas 14 casos de doença pelo vírus Zika haviam sido documentados anteriormente desde que o vírus fora identificado em 1947. Todos os casos prévios ocorreram nos continentes africano e asiático.

## Reservatório
O Aedes aegypti é reconhecido como o vetor do vírus Zika. O vírus foi isolado pela primeira vez em 1947 de um macaco sentinela do tipo Rhesus encontrado em uma plataforma na floresta Zika, em Uganda.

## Transmissão
A transmissão se dá através da picada do mosquito Aedes aegypti, embora neste surto o Aedes hensilli tenha sido a espécie de mosquito predominantemente identificada.